# James Worthy (basketballer)
James Ager Worthy (Gastonia, 27 februari 1961) is een voormalig Amerikaans professioneel basketballer in de NBA.
Hij ging naar de Ashbrook High School en Universiteit van North Carolina. Zijn lengte (206 cm) en zijn technische en atletische vaardigheden hebben hem tot een van de sterkste small-forwards ooit gemaakt, waardoor hij in 1996 werd opgenomen in de lijst van 50 beste NBA-spelers aller tijden.
Zijn vermogen om zijn spel te verbeteren in momenten van druk, vooral in de play-offs, heeft hem de bijnaam "Big Game James" opgeleverd. Gedurende zijn carrière speelde hij voor de Los Angeles Lakers, waar hij zevenmaal de NBA All-Star, driemaal het NBA-kampioenschap en de NBA Finals MVP uit 1988 won.
De Nederlandse basketballer Worthy de Jong is vernoemd naar James Worthy.